# يورغ فريدريك (كاتب)
يورغ فريدريك (بالألمانية: Jörg Friedrich)‏ هو مؤرخ وكاتب ألماني، ولد في 17 أغسطس 1944 في إسن في ألمانيا.

## وصلات خارجية
- يورغ فريدريش على موقع IMDb (الإنجليزية)
- يورغ فريدريش على موقع مونزينجر (الألمانية)
- يورغ فريدريش على موقع قاعدة بيانات الفيلم (الإنجليزية)